# Smartgate
Smartgate（スマートゲート）とは、オーストラリア税関局が導入している自動化出入国管理システムである。オーストラリアに入国しようとしている旅行者に対して、人間の係官が通常行っている入国審査と税関の仕事を自動化する、安全で単純なシステムとなることを目指している。これは、バイオメトリック・パスポートである ePassport プロジェクトと関連している。

## 概要
Smartgateでは、旅行者の顔の画像を新たに撮影し、顔認識システムを使い、ePassportにあるデジタルの顔画像と一致するかどうかを調べる。Smartgateを使った入国では、通常の入国審査と税関のチェックが省略される。うまく一致すれば、旅行者は税関のチェックポイントより先の地点まで行ける。うまく一致しなかった場合、税関の係官が対応する。
ePassportを持つオーストラリア人と他国の発行した国際民間航空機関（ICAO）仕様準拠のePassportを所持する人は、Smartgateが設置されているオーストラリア国内の空港では、Smartgateを使うことができる。
バイオメトリック・パスポートを使った Smartgateの試験運用は、2004年後半からカンタス航空のplatinum frequent flyersに分類される約1000人の人々に拡大された。想定されるユーザーに送られた電子メールによると、乗客は写真を撮られ、そのデータがSmartgateのデータベースに24時間以内に追加されることになっている。
しかし、顔認識技術は国家のセキュリティを担えるほど正確なものではないという批判もある。ZDNetオーストラリア版の記事によると、「オーストラリアのパスポートに生体認証を導入する際の問題は、オーストラリア市民がアメリカ合衆国に行ったときには、同国のカウンターテロリズム対策の一環として、指紋と写真撮影をされるということを意味する」としている。
2007年9月、ブリスベン空港で Smartgate システムの一般旅客への適用が開始された。他の国際空港への適用拡大は、ePassport の浸透率の状況を見て決定される予定である。